# Esmeralda (krater)
För andra betydelser, se Esmeralda (olika betydelser).
Esmeralda är en nedslagskrater med en diameter på 9 kilometer, på planeten Venus. Esmeralda har fått sitt namn efter det romska förnamnet Esmeralda.